# Gareth Boko
Gareth Boko, född 9 maj 2013, är en svensk varmblodig travhäst. Han tränas sedan mitten av 2021 av Jerry Riordan och körs av Magnus A. Djuse. Han tränades och kördes tidigare av Per Lennartsson (2015–16) och Conrad Lugauer (2016–21).
Gareth Boko började tävla i september 2015 och tog första segern i den tredje starten. Han har till februari 2022 sprungit in 6,5 miljoner kronor på 65 starter varav 19 segrar, 8 andraplatser och 11 tredjeplatser. Han har tagit karriärens hittills största segrar i Svensk Uppfödningslöpning (2015), Breeders' Crown för 2-åriga (2015), Margaretas Tidiga Unghästserie (2017), H.K.H. Prins Daniels Lopp (2021) och Gulddivisionens final (dec 2021). Han har även kommit på tredjeplats i Elitloppet (2021) och på fjärdeplats i Grand Prix l'UET (2017).
Han utsågs till "Årets 2-åring" 2015.

## Karriär
Gareth Boko gjorde tävlingsdebut den 8 september 2015 i ett tvååringslopp på Örebrotravet. Han kördes av sin tränare Per Lennartsson och slutade på andraplats bakom Pastore Bob som också gjorde tävlingsdebut i detta lopp. Han tog första segern i den tredje starten i ett Breeders' Crown-lopp för tvååriga den 7 oktober 2015 på Solvalla. I karriärens sjunde start, den 28 november 2015, segrade han i Svensk Uppfödningslöpning med ett huvud före Racing Mange. Han tilldelades utmärkelsen "Årets 3-åring" vid Hästgalan för sina framgångar under 2015.
Den 12 september 2016 segrade han i ett uttagningslopp till Svenskt Trav-Kriterium. I finalen slutade han oplacerad.
Inför säsongen 2017 flyttades Gareth Boko från tränare Per Lennartsson till Conrad Lugauer. Han gjorde första starten i Lugauers regi den 15 mars 2017 då han segrade i Margaretas Tidiga Unghästserie på Solvalla. Gareth Boko kvalade in till 2017 års upplaga av Svenskt Travderby efter att ha vunnit sitt uttagningslopp den 23 augusti 2017. I finalen slutade han oplacerad. Den 30 september 2017 kom han på fjärdeplats i Grand Prix l'UET.
Gareth Boko tävlade inget under 2018 på grund av skadeproblem. Han gjorde comeback den 24 mars 2019 med en andraplats i ett lopp på Axevalla travbana.
Våren 2021 flyttade Gareth Boko till tränare Jerry Riordan, verksam vid Halmstadtravet. Han debuterade i Riordans regi den 30 april 2021 med att segra i Mack Lobells Lopp på Kalmartravet på tiden 1.09,9 över 1640 meter, körd av sin nya kusk Magnus A. Djuse. Den 22 maj 2021 blev han inbjuden till 2021 års upplaga av Elitloppet den 30 maj på Solvalla, efter att ha segrat i H.K.H. Prins Daniels Lopp. Han kom på tredjeplats i sitt försök och på tredjeplats i finalen.
Den 26 december 2021 segrade han i Gulddivisionens final på Solvalla.

## Statistik
| Statistik för Gareth Boko (Ref.) | Statistik för Gareth Boko (Ref.) | Statistik för Gareth Boko (Ref.) | Statistik för Gareth Boko (Ref.) | Statistik för Gareth Boko (Ref.) | Statistik för Gareth Boko (Ref.) |
| -------------------------------- | -------------------------------- | -------------------------------- | -------------------------------- | -------------------------------- | -------------------------------- |
| Starter                          | Placeringar                      | Startprissumma                   | Segerprocent                     | Platsprocent                     | Rekord                           |
| 65                               | 19-8-11                          | 6 520 630 kr                     | 29 %                             | 58 %                             | 09,1ak, 09,6aak, 10,7am, 12,5al  |